# Rafael Taboada Mantilla
Rafael Taboada Mantilla (El Puerto de Santa María, 23 de junio de 1837-Luceni, 1 de marzo de 1914) fue un compositor y profesor de música español, uno de los principales cultivadores del género chico.

## Biografía
Natural de la localidad gaditana de El Puerto de Santa María, donde nació en 1837, permaneció allí hasta los once años y empezó a estudiar solfeo. Su familia, y él con ella, se mudó a Madrid. En septiembre de 1853, cuando llevaba ya tres años en la capital, se matriculó en la clase de música del Conservatorio de Música, impartida por José Miró y Anoria. En uno de los concursos públicos de enseñanza efectuados en aquel establecimiento obtuvo el segundo premio. Tuvo, asimismo, a Francisco de Asís Gil como profesor de armonía, contrapunto y fuga.
La primera composición en que se dio a conocer fue la opereta italiana titulada Liseta, que se estrenó en el Teatro del Príncipe de Madrid el 22 de marzo de 1860, a beneficio de los heridos en la guerra de África. Se dedicó después a escribir algunas zarzuelas, al tiempo que publicaba varias melodías para canto y piano y algunas de concierto para este instrumento. Cuando el 25 de junio de 1871 tuvo lugar la inauguración del monumento a Murillo, la diputación provincial y el ayuntamiento le encargaron la composición y dirección de un himno alusivo al objeto de la ceremonia, cuya obra fue desempeñada por dos bandas militares y trescientos coristas de ambos sexos.
Además de Liseta, fue autor de zarzuelas como El Canapé, Los amigos de Benito, Pablo el marino, Armonías conyugales, A perro flaco, Manos blandas no ofenden, El mundo por dentro, El hijo de la sierra, El maestro Fugalto y De Salamanca á Madrid; operetas como La opereta española, Un cuento de Bocaccio, Satanás en la Abadía, El Diablo en el Molino; un juguete cómico titulado  Un gatito de Madrid; sainetes tales como Ángeles y serafines, Cante Hondo e Isabel y Marsilla; obras tanto para piano como para canto, entre las que se cuentan Altisidora, El Cántaro roto, Labios de rosa, El llanto de la patria y La Manola de Madrid; cantos de inspiración religiosa y de temática militar, y escritos teóricos como Los preceptos para el estudio del canto, Fases melódicas para perfeccionamiento del mismo y Teoría de la escritura musical y su interpretación, entre muchas otras obras.
El 21 de julio de 1863, fue nombrado por José María Ortuño de Ezpeleta y Aguirre-Zuazo, conde de Ezpeleta, maestro de música del hospicio, lo que le daba derecho a un sueldo anual de nueve mil reales. El 17 de abril de 1872, Amadeo de Saboya, a propuesta de la Escuela Nacional de Música, lo designó profesor honorario. Falleció en la localidad zaragozana de Luceni en 1914.